# Dave Ulliott
David A. Ulliott (Kingston upon Hull, 4 april 1954 – aldaar, 6 april 2015) was een Engels professioneel gokker, pokerspeler en voormalig crimineel. Hij won onder meer het $2.000 Hold'em Pot Limit-toernooi van de World Series of Poker 1997 (goed voor $180.310,- prijzengeld) en het $10.000 No Limit Hold'em Championship van de World Poker Tour Fourth Annual Jack Binion World Poker Open 2003 (goed voor $589.175,-).
Ulliott won officieel $6.218.294,- in live pokertoernooien (cashgames niet meegerekend). Hij droeg vanaf 1997 de bijnaam Devilfish, wat ook te lezen stond op twee boksbeugelachtige ringen die hij tijdens het spelen droeg. Ulliotts autobiografie DEVILFISH: The Life & Times of a Poker Legend verscheen in 2010.

## WSOP & WPT
Ulliott won in 1997 zijn eerste titel op de World Series of Poker (WSOP) en in 2003 zijn eerste toernooi op de World Poker Tour (WPT). Hij miste grote kansen op meer titels op deze prestigieuze pokerevenementen. Zo werd hij tweede in het $3.000 Hold'em Pot Limit-toernooi van de World Series of Poker 1998, in het $2.000 No Limit Hold'em-toernooi van de World Series of Poker 2000 en in zowel het $1.500 Omaha (pot limit)- als het $2.000 Texas Hold'em (pot limit)-toernooi van de World Series of Poker 2001. Daarnaast werd Ulliott ook nog derde in het $1.500 No Limit Hold'em-toernooi van de World Series of Poker 2005 en in het $5.000 Pot Limit Omaha-toernooi van de World Series of Poker 2007. Op de WPT kwam hij het dichtste bij nog een titel in het $ 15.000 No Limit Hold'em-toernooi van de Doyle Brunson Five Diamond World Poker Classic 2007, waarin hij derde werd.

## Toernooizeges
Naast zijn WPT- en WSOP-titels won Ulliott verschillende andere prestigieuze pokertoernooien, zoals onder meer:
- het FF5.000 Pot Limit Omaha-toernooi van de Euro Finals of Poker 1998 (goed voor $30.399,-)
- de Late Night Poker Series 1 Frand Final 1999 ($62.540,-)
- het FF5.000 Pot Limit Omaha Spring Tournament 2000 ($29.435,-)
- het FF5.000 Pot Limit Omaha Winter Tournament 2000 ($34.735,-)
- het FF5.000 Pot Limit Omaha Winter Tournament 2001 ($24.293,-)
- het L.1.000.000 No Limit Holdem 10th Torneo Di Poker 2001 ($30.303,-)
- het FF10.000 Pot Limit Omaha Championship Summer Tournament 2001 ($53.013,-)
- de £500 Pot Limit 7 Card Stud European Poker Championships 2001 ($36.611,-)
- het $1.000 Pot Limit Omaha-toernooi van de The Third Annual Jack Binion World Poker Open 2002 ($123.772,-)
- het £1.250 No Limit Hold'em British Open 2004 ($162.250,-)
- het €10,000 2nd European Hall of Fame Challenge - No Limit Hold'em-toernooi van de Euro Finals of Poker 2005 ($50.091,-)
- het €300 No Limit Hold'em-toernnoi van de The French Open 2005 ($48.330,-)
- de 888.com Poker Nations Cup 2006 ($16.667,-)
- de $2.000 No Limit Hold'em Fifth Annual Five Diamond World Poker Classic 2006 ($266.160,-)
- het $1.000 No Limit Hold'em Gold Strike World Poker Open 2007 ($109.192,-)
- het €750 No Limit Hold'em-toernooi van het PartyPoker Irish Poker Championship 2009 ($46.330,-)
- het €5.000 No Limit Hold'em - Diamond Championship van de Euro Finals of Poker 2009 ($186.382,-)

## Criminele activiteiten
Ulliott zat tussen zijn twintigste en dertigste levensjaar regelmatig vast in gevangenissen voor het overtreden van de wet. Zijn 21e verjaardag maakte hij mee in een cel in Leeds, nadat hij was opgepakt wegens het kraken van kluizen van lokale bedrijven. Een misdrijf dat hij pleegde met een groep kompanen en een waarin hij nog verschillende keren terugviel. Daarnaast zat hij ook vast voor geweld en voor een overval. Nadat Ulliott zijn tweede echtgenote Amanda Ashby ontmoette, beloofde hij haar op het rechte pad te blijven. Sindsdien zijn er geen aanwijzingen geweest dat hij zich hier niet aan gehouden heeft.

## Overlijden
In februari 2015 werd darmkanker bij hem ontdekt, waaraan hij een paar maanden later op 61-jarige leeftijd overleed. Hij liet zes kinderen achter.